# Markranstädter Automobilfabrik

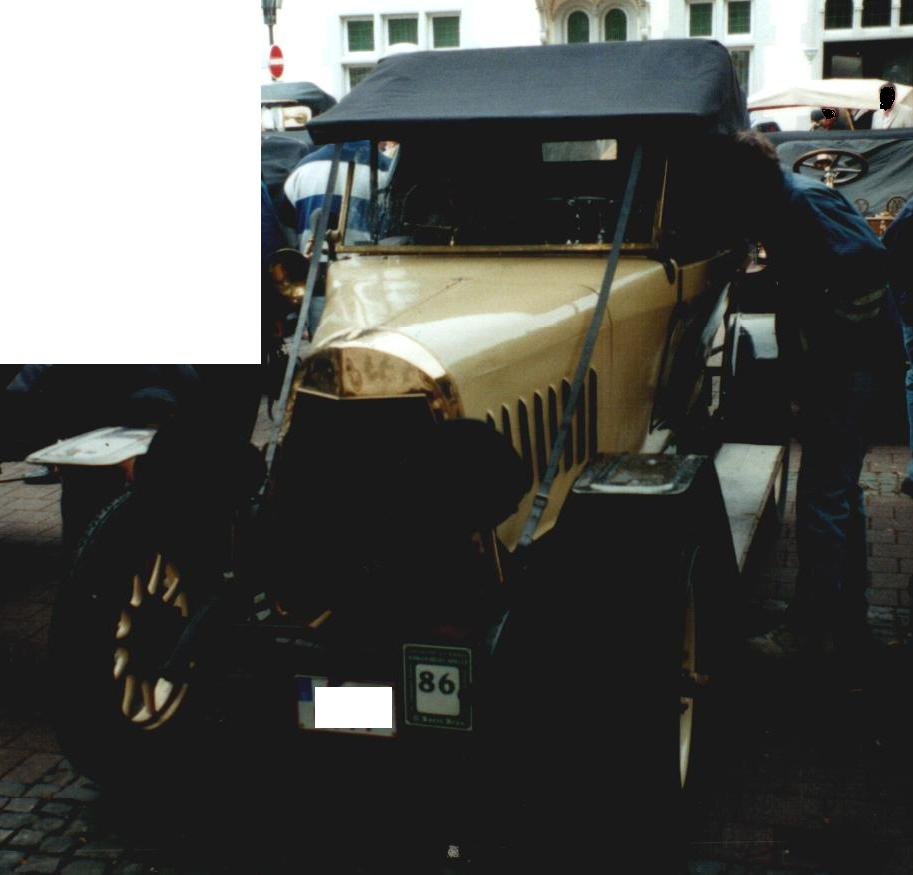
MAF von 1913

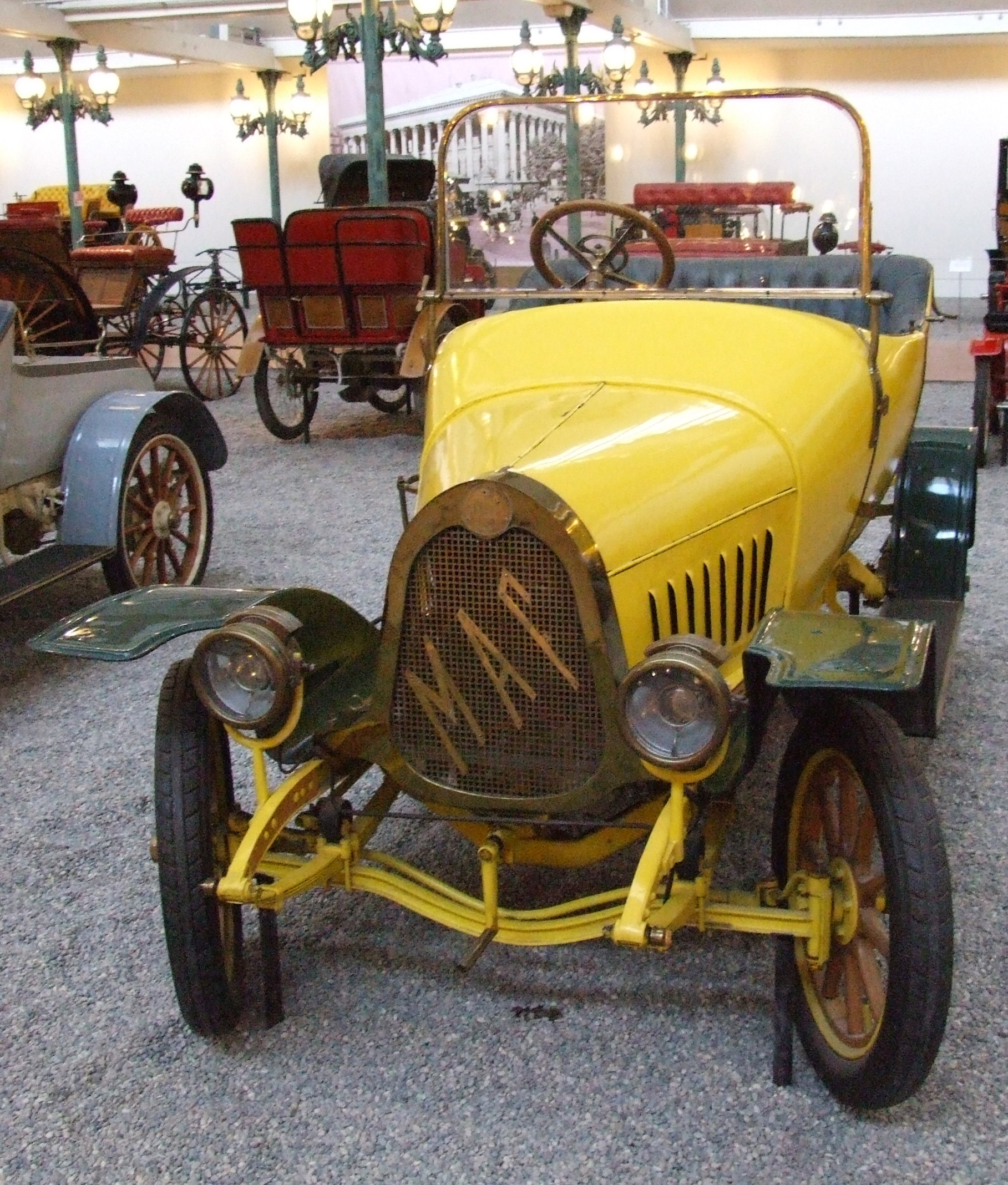
MAF von 1914

Die Markranstädter Automobilfabrik (MAF) war ein deutsches Unternehmen in Markranstädt, das zwischen 1909 und 1923 Automobile produzierte.

## Unternehmensgeschichte
Hugo Ruppe gründete 1907 die Markranstädter Automobilfabrik, die vom Unternehmen produzierten Personenkraftwagen wurden unter der Marke MAF angeboten. 1911 musste Ruppe Konkurs anmelden, das Unternehmen wurde jedoch von einer Investoren-Gruppe erworben und konnte unter technischer Leitung von Ruppe weiterbestehen. Nach Kriegsausbruch 1914 wurde Ruppe als Soldat einberufen und die Produktion kriegsbedingt unterbrochen.

### Nachfolgeunternehmen
Die aus einem anderen Unternehmen der Familie Ruppe hervorgegangene Apollo-Werke AG mit Sitz in Apolda übernahm 1921 das Unternehmen und führte den Betrieb in Markranstädt als Werk II fort. 1923 endete die Produktion.

## Fahrzeuge
Das erste Modell war der Typ D 4/12 PS von 1909 bis 1913, dessen luftgekühlter Vierzylindermotor aus 1192 cm³ Hubraum 12 PS leistete. 1913 folgten der Typ F 5/14 PS mit 1375 cm³ Hubraum und 14 PS sowie der G 6/16 PS mit 1620 cm³ Hubraum und 16 PS.
Nach dem Ersten Weltkrieg wurden das bisherige Modell Typ F 5/14 PS und der 6/18 PS als Nachfolger des G 6/16 PS wieder produziert, außerdem der 8/25 PS und das große Modell 14/35 PS, dessen Vierzylindermotor 35 PS leistete.

## Noch existierende Fahrzeuge
Ein Exemplar vom Typ F 5/14 PS von 1914 ist in der Cité de l’Automobile in Mülhausen, Frankreich ausgestellt. Die Stadt Markranstädt besitzt zwei Fahrzeuge. Außerdem existiert bei einem Sammler in Sachsen noch ein Exemplar dieser Automarke und ein weiteres (Typ 5/14) in Echternacherbrück.